# Achterwerk (VPRO Gids)
Achterwerk was van 1976 tot 2016 een rubriek op de achterkant van de VPRO Gids. Deze rubriek bestond uit ingestuurde brieven van kinderen. Deze brieven gingen vaak over persoonlijke problemen die kinderen meemaakten, en vaak vroegen ze om hulp of advies. De reacties op de brieven werden gelezen en doorgestuurd aan de brievenschrijver. Aan de onderkant van de Achterwerk-pagina stond een door een kind getekende strip.

## Geschiedenis
Aanvankelijk, tot 1991, werd Achterwerk verzorgd door Nelleke van der Drift. Van 1991 tot 2008 werd de pagina samengesteld door Katja de Bruin. Vanaf 2008 werden de brieven geselecteerd door Elja Looijestijn. In september 2014 werd de noodklok geluid; de rubriek zou de kerst niet halen, omdat er nog maar weinig brieven binnenkwamen. In maart 2016 stopte de rubriek definitief.

## Bundels
Nelleke van der Drift en Katja de Bruin stelden enkele bundels met bijdragen aan Achterwerk samen:
- 1981 - Achterwerk : Brieven van kinderen
- 1985 - Achterwerk in de Boekenkast
- 1987 - Daar zit ik mee
- 2008 - Ik moest dit even kwijt

## Op televisie
Het televisieprogramma Achterwerk in de kast kan worden gezien als een voortzetting van de brievenrubriek op de televisie. De naam Achterwerk komt ook terug in de titel Villa Achterwerk.